# MP/M
MP/M era la versión multiusuario del sistema operativo CP/M, creado por Digital Research, desarrollado por Tom Rolander en 1979. Permitía a múltiples usuarios conectarse a un único ordenador, usando cada uno de ellos un terminal.
MP/M era un sistema operativo bastante avanzado para su época, al menos en microordenadores. Incluía un núcleo multitarea basado en prioridades. También permitía a cada usuario ejecutar múltiples programas y alternar entre ellos.
El sistema requería un mínimo de 32 kB de RAM para funcionar, pero esto dejaba muy poca memoria para aplicaciones de usuario.
Al igual que antes ocurriera con CP/M, MP/M fue portado al Intel 8086, con el nombre MP/M-86.